# Rumex pseudopulcher
Rumex pseudopulcher är en slideväxtart som beskrevs av Heinrich Carl Haussknecht. Rumex pseudopulcher ingår i släktet skräppor, och familjen slideväxter. Inga underarter finns listade i Catalogue of Life.